# Indios de Tecate
Los Indios de Tecate fue un equipo de béisbol que participó en la Liga Norte de México con sede en Tecate, Baja California, México.

## Historia
Los Indios de Tecate ingresarán a la LNM en la temporada 2018 en sustitución de los Centinelas de Mexicali.

## Jugadores

### Roster actual
Por definir.

### Jugadores destacados
Por definir.